# Sylvain Geboers
Sylvain Geboers (Mol, 28 maart 1945) is een voormalig Belgisch motorcrosser.

## Levensloop
Geboers groeide op in een gezin met vijf zonen en een dochter. Zijn ouders hadden een café met benzinestation.
Hij reed met ČZ en Suzuki 250cc motoren. Hij schreef 14 GP's op zijn naam en maakte tweemaal (in 1969 en 1973) deel uit van het winnend Belgisch team in de Motorcross der Naties. Van 1968 tot 1972 eindigde hij vijf jaar op rij in de top drie van het FIM 250cc Wereldkampioenschap motorcross.
Na zijn eigen professionele motorcrosscarrière werd hij de manager van het Europees team van Suzuki. Onder zijn leiding groeiden onder meer Georges Jobé, Stefan Everts en zijn zeventien jaar jongere broer Eric Geboers uit tot motorcrosskampioenen.